# Tetratoma longipennis
Tetratoma longipennis är en skalbaggsart som först beskrevs av Thomas Casey 1900.  Tetratoma longipennis ingår i släktet Tetratoma och familjen skinnsvampbaggar. Inga underarter finns listade i Catalogue of Life.